# Weida-Konferenz
Auf der sogenannten Weida-Konferenz trafen sich im August 1925 okkulte Gruppen und Personen im thüringischen Hohenleuben bei Weida, um Aleister Crowley zum Chefmagus (auch „Weltheiland“) der deutschen okkulten Gruppen zu bestimmen.
Anwesend waren unter anderem Mitglieder der Pansophischen Gesellschaft wie Heinrich Tränker, seine Frau Helene, Albin Grau, Eugen Grosche sowie Karl Germer, Leah Hirsig, Martha Küntzel, Norman Mudd und Aleister Crowley selbst. Für die Reisekosten Crowleys kam das vermögende Pansophia-Mitglied Karl Germer auf, der später ein treuer Anhänger und Geldgeber Crowleys wurde.
Auf der Konferenz legte Crowley seine Lehre (Thelema) dar. Doch stieß er auf Widerstand von vereinzelten Gruppen und Personen, die sich nicht nur gegen ihn richteten, sondern auch gegen seine Lehren, insbesondere die der Sexualmagie. Schließlich einigte man sich auf das Bekenntnis:

„Der Lehrer der Welt, dessen Erscheinen für dieses Jahr verkündet war, den alle wahren Sucher – und besonders diejenigen der Theosophischen Gesellschaft – erwartet haben, ist zur bestimmten Zeit in der Person des Meisters To Mega Therion [d.i. Crowley] erschienen.
Wir Unterzeichneten haben mit eigenen Augen gesehen und mit eigenen Ohren gehört, und wir wissen, ohne Lügen gewiß, daß er in Wahrheit der Überbringer des Wortes ist, nach dem die Seele der Menschheit dürstete.“

Noch im gleichen Jahr zogen sich die Tränkers von diesem Bekenntnis zurück, Norman Mudd folgte 1927 und Leah Hirsig 1928.
Im Verlauf der Konferenz spaltete sich die Pansophische Gesellschaft, wodurch unter anderem 1928 die Fraternitas Saturni hervorging. Sie wurde von Eugen Grosche geleitet und stützt sich noch heute auf die Lehre von Crowley.